# Lista de canções gravadas por Nirvana

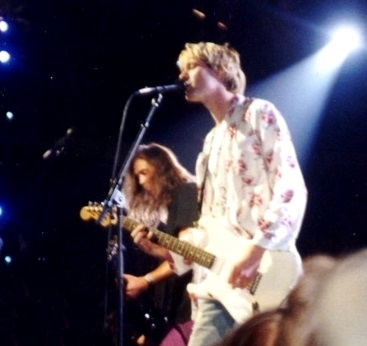
A banda se apresentando no MTV Video Music Awards de 1992.

Na década de 1990, o Nirvana foi uma das bandas grunge mais populares do mundo. As canções do Nirvana que estão relacionadas nesta lista foram tocadas ou lançadas pela banda em suas gravações oficiais e a lista também apresenta gravações tiradas de bootlegs. Este anexo também apresenta uma lista das canções relacionadas a banda e canções covers que o Nirvana tocou ao longo de sua carreira. Todas as canções da banda foram escritas pelo guitarrista e vocalista da banda, Kurt Cobain, sendo algumas destas canções co-escritas pelo baixista Krist Novoselic e pelo baterista Dave Grohl.
O Nirvana teve várias canções que fizeram sucesso, tendo recebido aclamação da crítica e um bom desempenho nas paradas pelo mundo. Canções como "Smells Like Teen Spirit", "Come as You Are", "In Bloom" e "All Apologies", entraram na lista das  "500 Maiores Canções de Todos os Tempos" feita pela Rolling Stone, entre várias outras listas de reconhecimentos, dentre estas feitas pela Melody Maker e pela Kerrang!.

## Canções originais
O Nirvana lançou as suas principais e mais famosas canções em seus álbuns de estúdio, Bleach, Nevermind e In Utero, e também em coletâneas oficiais. Uma de suas mais famosas canções, "You Know You're Right", foi lançada na coletânea Nirvana. Várias das canções do Nirvana foram lançadas no box set With the Lights Out. A maioria das canções listadas abaixo foram adaptadas do LiveNirvana.com.
| Ano       | Canção                                              | Compositor(es)           | Álbum                           | Refs.         |
| --------- | --------------------------------------------------- | ------------------------ | ------------------------------- | ------------- |
| 1988      | "About a Girl"                                      | Cobain                   | Bleach                          | [ 6 ]         |
| 1987      | "Aero Zeppelin"                                     | Cobain, Novoselic        | Incesticide                     | [ 7 ]         |
|           | "Alcohol"                                           | Cobain                   | Outcesticide III                | [ 8 ]         |
| 1990      | "All Apologies"                                     | Cobain                   | In Utero                        | [ 9 ]         |
| 1990      | "Aneurysm"                                          | Cobain                   | Incesticide                     | [ 7 ]         |
|           | "Annorexorcist"                                     | Cobain                   | With the Lights Out             | [ 10 ]        |
| 1988      | "Beans"                                             | Cobain                   | With the Lights Out             | [ 10 ]        |
| 1989      | "Been a Son"                                        | Cobain, Novoselic        | Incesticide                     | [ 7 ]         |
| 1987      | "Beeswax"                                           | Cobain                   | Incesticide                     | [ 7 ]         |
| 1988      | "Big Cheese"                                        | Cobain                   | Bleach                          | [ 6 ]         |
| 1988      | "Big Long Now"                                      | Cobain, Novoselic        | Incesticide                     | [ 7 ]         |
| 1988      | "Blandest"                                          | Cobain                   | With the Lights Out             | [ 10 ]        |
| 1988      | "Blew"                                              | Cobain                   | Bleach                          | [ 6 ]         |
| 1989      | "Breed"                                             | Cobain                   | Nevermind                       | [ 11 ]        |
| 1988      | "Clean Up Before She Comes"                         | Cobain                   | With the Lights Out             | [ 10 ]        |
| 1991      | "Come as You Are"                                   | Cobain                   | Nevermind                       | [ 11 ]        |
| 1991      | "Curmudgeon"                                        | Cobain                   | With the Lights Out             | [ 10 ]        |
| 1989      | "Dive"                                              | Cobain, Novoselic        | Incesticide                     | [ 7 ]         |
| 1994      | "Do Re Mi"                                          | Cobain                   | With the Lights Out             | [ 10 ]        |
| 1985      | "Downer"                                            | Cobain                   | Bleach, Incesticide             | [ 6 ] [ 7 ]   |
| 1991      | "Drain You"                                         | Cobain                   | Nevermind                       | [ 11 ]        |
| 1990      | "Dumb"                                              | Cobain                   | In Utero                        | [ 9 ]         |
| 1990–1991 | "Endless, Nameless"                                 | Nirvana                  | Nevermind                       | [ 11 ]        |
|           | "Escalator to Hell"                                 | Cobain                   | Into the Black, Outcesticide IV | [ 12 ] [ 13 ] |
| 1989      | "Even in His Youth"                                 | Cobain                   | Hormoaning                      | [ 14 ]        |
| 1987      | "Floyd the Barber"                                  | Cobain                   | Bleach                          | [ 6 ]         |
| 1992      | "Frances Farmer Will Have Her Revenge on Seattle"   | Cobain                   | In Utero                        | [ 9 ]         |
| 1993      | "Gallons of Rubbing Alcohol Flow Through the Strip" | Nirvana                  | In Utero                        | [ 9 ]         |
| 1987      | "Hairspray Queen"                                   | Cobain                   | Incesticide                     | [ 7 ]         |
| 1992      | "Heart-Shaped Box"                                  | Cobain                   | In Utero                        | [ 9 ]         |
|           | "I Hate Myself and Want to Die"                     | Cobain                   | With the Lights Out             | [ 10 ]        |
| 1988      | "If You Must"                                       | Cobain                   | With the Lights Out             | [ 10 ]        |
|           | "In Bloom"                                          | Cobain                   | Nevermind                       | [ 11 ]        |
| 1990      | "Lithium"                                           | Cobain                   | Nevermind                       | [ 11 ]        |
|           | "Lounge Act"                                        | Cobain                   | Nevermind                       | [ 11 ]        |
| 1987      | "Mexican Seafood"                                   | Cobain                   | Incesticide                     | [ 7 ]         |
| 1992      | "Milk It"                                           | Cobain                   | In Utero                        | [ 9 ]         |
| 1993      | "Moist Vagina"                                      | Cobain                   | With the Lights Out             | [ 10 ]        |
| 1988      | "Montage of Heck"                                   | Cobain                   | Outcesticide IV                 | [ 13 ]        |
|           | "Mr. Moustache"                                     | Cobain                   | Bleach                          | [ 6 ]         |
|           | "Mrs. Butterworth"                                  | Cobain                   | With the Lights Out             | [ 10 ]        |
| 1988      | "Negative Creep"                                    | Cobain                   | Bleach                          | [ 6 ]         |
| 1990      | "Oh, the Guilt"                                     | Cobain                   | With the Lights Out             | [ 10 ]        |
| 1991      | "Old Age"                                           | Cobain                   | With the Lights Out             | [ 10 ]        |
| 1990      | "On a Plain"                                        | Cobain                   | Nevermind                       | [ 11 ]        |
| 1990      | "Opinion"                                           | Cobain                   | With the Lights Out             | [ 10 ]        |
| 1988      | "Paper Cuts"                                        | Cobain                   | Bleach                          | [ 6 ]         |
|           | "Pay to Play"                                       | Cobain                   | With the Lights Out             | [ 10 ]        |
| 1987      | "Pen Cap Chew"                                      | Cobain                   | With the Lights Out             | [ 10 ]        |
| 1990      | "Pennyroyal Tea"                                    | Cobain                   | In Utero                        | [ 9 ]         |
| 1988      | "Polly"                                             | Cobain, Grohl, Novoselic | Nevermind, Incesticide          | [ 11 ] [ 7 ]  |
| 1990      | "Radio Friendly Unit Shifter"                       | Cobain                   | In Utero                        | [ 9 ]         |
| 1991      | "Rape Me"                                           | Cobain                   | In Utero                        | [ 9 ]         |
| 1987      | "Raunchola"                                         | Cobain                   | With the Lights Out             | [ 10 ]        |
|           | "Rock Whore"                                        | Nirvana                  |                                 | [ 5 ]         |
| 1988      | "Sappy"                                             | Cobain                   | With the Lights Out             | [ 10 ]        |
| 1992      | "Scentless Apprentice"                              | Cobain, Grohl, Novoselic | In Utero                        | [ 9 ]         |
| 1988      | "School"                                            | Cobain                   | Bleach                          | [ 6 ]         |
| 1988      | "Scoff"                                             | Cobain                   | Bleach                          | [ 6 ]         |
| 1988      | "Seed"                                              | Cobain                   | With the Lights Out             | [ 10 ]        |
| 1992      | "Serve the Servants"                                | Cobain                   | In Utero                        | [ 9 ]         |
| 1988      | "Sifting"                                           | Cobain                   | Bleach                          | [ 6 ]         |
|           | "Skid Marks"                                        | Cobain                   |                                 | [ 5 ]         |
| 1990      | "Sliver"                                            | Cobain, Novoselic        | Incesticide                     | [ 7 ]         |
| 1991      | "Smells Like Teen Spirit"                           | Cobain, Grohl, Novoselic | Nevermind                       | [ 11 ]        |
| 1990      | "Something in the Way"                              | Cobain                   | Nevermind                       | [ 11 ]        |
| 1991      | "Song in 'D'"                                       | Cobain                   |                                 | [ 5 ]         |
| 1985      | "Spank Thru"                                        | Cobain                   | Sliver: The Best of the Box     | [ 15 ]        |
| 1989      | "Stain"                                             | Cobain, Novoselic        | Incesticide                     | [ 7 ]         |
| 1990      | "Stay Away"                                         | Cobain                   | Nevermind                       | [ 11 ]        |
| 1988      | "Swap Meet"                                         | Cobain                   | Bleach                          | [ 6 ]         |
|           | "Talk to Me"                                        | Cobain                   |                                 | [ 5 ]         |
|           | "Territorial Pissings"                              | Cobain                   | Nevermind                       | [ 11 ]        |
|           | "The Other Improv"                                  | Nirvana                  | With the Lights Out             | [ 10 ]        |
| 1989      | "Token Eastern Song"                                | Cobain                   | With the Lights Out             | [ 10 ]        |
| 1992      | "tourette's"                                        | Cobain                   | In Utero                        | [ 9 ]         |
| 1987      | "Vendetagainst"                                     | Cobain                   | With the Lights Out             | [ 10 ]        |
|           | "Verse Chorus Verse"                                | Cobain                   | With the Lights Out             | [ 10 ]        |
| 1993      | "Very Ape"                                          | Cobain                   | In Utero                        | [ 9 ]         |
| 1993      | "You Know You're Right"                             | Cobain                   | Nirvana                         | [ 16 ]        |

## Canções cover
O Nirvana tocou várias covers ao longo da história da banda. Em sua maioria, essas covers eram apenas jams cantadas ou tocadas em apresentações ao vivo da banda. A banda gravou e lançou algumas canções cover em seus álbuns oficiais: no álbum de estúdio Bleach, nos álbuns ao vivo MTV Unplugged in New York e Live at Reading, nos EPs Blew e Hormoaning, e nas coletânias Incesticide, With the Lights Out e Sliver: The Best of the Box. Algumas das canções cover mais notáveis da banda que estão listadas abaixo, foram adaptadas do LiveNirvana.com.
| Canção                                           | Artista original             | Álbum                     | Nota | Refs.        |
| ------------------------------------------------ | ---------------------------- | ------------------------- | ---- | ------------ |
| "Ain't It a Shame"                               | Leadbelly                    | With the Lights Out       |      | [ 10 ]       |
| "All You Need Is Love"                           | The Beatles                  |                           | jam  | [ 18 ]       |
| "Anarchy in the UK"                              | Sex Pistols                  |                           |      | [ 17 ]       |
| "Another One Bites the Dust"                     | Queen                        |                           | jam  | [ 18 ]       |
| "At a Crawl"                                     | Melvins                      |                           |      | [ 17 ]       |
| "Baba O'Riley"                                   | The Who                      | Outcesticide II           | jam  | [ 19 ]       |
| "Bad Moon Rising"                                | Creedence Clearwater Revival |                           |      | [ 17 ]       |
| "Cobwebs and Strange"                            | The Who                      |                           | jam  | [ 18 ]       |
| "D-7"                                            | The Wipers                   | Hormoaning                |      | [ 14 ]       |
| "Dazed and Confused"                             | Led Zeppelin                 |                           | jam  | [ 18 ]       |
| "(Don't Fear) The Reaper"                        | Blue Öyster Cult             |                           | jam  | [ 18 ]       |
| "Do Nuts"                                        | The Legend!                  |                           |      | [ 17 ]       |
| "Do You Love Me"                                 | Kiss                         | Outcesticide              |      | [ 20 ]       |
| "Dream On"                                       | Aerosmith                    |                           | jam  | [ 18 ]       |
| "Grey Goose"                                     | Leadbelly                    | With the Lights Out       |      | [ 10 ]       |
| "Gypsies, Tramps and Thieves"                    | Cher                         |                           |      | [ 17 ]       |
| "Hand of Doom"                                   | Black Sabbath                |                           | jam  | [ 18 ]       |
| "Heartbreaker"                                   | Led Zeppelin                 |                           |      | [ 17 ]       |
| "Hellbound"                                      | The Breeders                 |                           | jam  | [ 18 ]       |
| "Here She Comes Now"                             | Velvet Underground           | With the Lights Out       |      | [ 10 ]       |
| "How Many More Times"                            | Led Zeppelin                 |                           | jam  | [ 18 ]       |
| "I Feel Fine"                                    | The Beatles                  |                           | jam  | [ 18 ]       |
| "I Wanna Be Your Dog"                            | The Stooges                  |                           | jam  | [ 18 ]       |
| "If I Fell"                                      | The Beatles                  |                           | jam  | [ 18 ]       |
| "Immigrant Song"                                 | Led Zeppelin                 | With the Lights Out       |      | [ 10 ]       |
| "Iron Man"                                       | Black Sabbath                |                           | jam  | [ 18 ]       |
| "Johnny B. Goode"                                | Chuck Berry                  |                           | jam  | [ 18 ]       |
| "Jesus Doesn't Wants Me for a Sunbeam"           | The Vaselines                | MTV Unplugged in New York |      | [ 21 ]       |
| "Koollegged"                                     | Melvins                      |                           | jam  | [ 18 ]       |
| "L'Amour Est Un Oiseau Rebelle", da ópera Carmen | Georges Bizet                |                           |      | [ 17 ]       |
| "Lake of Fire"                                   | Meat Puppets                 | MTV Unplugged in New York |      | [ 21 ]       |
| "Let's Get Together"                             | Jefferson Airplane           |                           | jam  | [ 18 ]       |
| "Limbo Rock"                                     | The Champs                   |                           | jam  | [ 18 ]       |
| "Living Loving Maid (She's Just a Woman)"        | Led Zeppelin                 |                           | jam  | [ 18 ]       |
| "Love Buzz"                                      | Shocking Blue                | Bleach, Blew              |      | [ 6 ] [ 22 ] |
| "Low Rider"                                      | War                          |                           |      | [ 17 ]       |
| "Maniac"                                         | Michael Sembello             |                           | jam  | [ 18 ]       |
| "Master of Puppets"                              | Metallica                    |                           | jam  | [ 18 ]       |
| "Moby Dick"                                      | Led Zeppelin                 |                           | jam  | [ 18 ]       |
| "Molly's Lips"                                   | The Vaselines                | Incesticide               |      | [ 7 ]        |
| "More Than a Feeling"                            | Boston                       | Outcesticide V            | jam  | [ 23 ]       |
| "My Best Friends Girl"                           | The Cars                     | Outcesticide V            | jam  | [ 23 ]       |
| "My Sharona"                                     | The Knack                    |                           |      | [ 17 ]       |
| "No Quarter"                                     | Led Zeppelin                 |                           |      | [ 17 ]       |
| "Oh Me"                                          | Meat Puppets                 | MTV Unplugged in New York |      | [ 21 ]       |
| "P.S.Y."                                         | Butthole Surfers             |                           | jam  | [ 18 ]       |
| "People are Strange"                             | The Doors                    |                           | jam  | [ 18 ]       |
| "Peter Gunn Theme"                               | Henry Mancini                |                           | jam  | [ 18 ]       |
| "Pig Meat Papa"                                  | Leadbelly                    |                           |      | [ 17 ]       |
| "Plateau"                                        | Meat Puppets                 | MTV Unplugged in New York |      | [ 21 ]       |
| "Purple Haze"                                    | Jimi Hendrix                 |                           | jam  | [ 18 ]       |
| "Questions"                                      | Home Town Heroes             |                           |      | [ 17 ]       |
| "Return of the Rat"                              | The Wipers                   | With the Lights Out       |      | [ 10 ]       |
| "Rio"                                            | Duran Duran                  |                           |      | [ 17 ]       |
| "Roadhouse Blues"                                | The Doors                    |                           | jam  | [ 18 ]       |
| "Rock and Roll"                                  | Led Zeppelin                 |                           | jam  | [ 18 ]       |
| "Run, Rabbit, Run!"                              | Smack                        |                           |      | [ 17 ]       |
| "Run to the Hills"                               | Iron Maiden                  |                           | jam  | [ 17 ]       |
| "Saints"                                         | The Breeders                 |                           | jam  | [ 18 ]       |
| "Seasons in the Sun"                             | Terry Jacks                  | With the Lights Out       |      | [ 10 ]       |
| "(I Can't Get No) Satisfaction"                  | The Rolling Stones           |                           | jam  | [ 18 ]       |
| "Second Coming"                                  | Alice Cooper                 |                           | jam  | [ 18 ]       |
| "Sex Bomb"                                       | Flipper                      |                           |      | [ 17 ]       |
| "She"                                            | Kiss                         |                           | jam  | [ 18 ]       |
| "Shiny Happy People"                             | R.E.M.                       |                           | jam  | [ 18 ]       |
| "Should I Stay or Should I Go"                   | The Clash                    |                           |      | [ 17 ]       |
| "Smoke on the Water"                             | Deep Purple                  |                           | jam  | [ 18 ]       |
| "Son of a Gun"                                   | The Vaselines                | Incesticide               |      | [ 7 ]        |
| "Stand"                                          | R.E.M.                       |                           | jam  | [ 18 ]       |
| "Sunday Bloody Sunday"                           | U2                           |                           | jam  | [ 18 ]       |
| "Sweet Emotion"                                  | Aerosmith                    |                           | jam  | [ 18 ]       |
| "Sweet Home Alabama"                             | Lynyrd Skynyrd               |                           | jam  | [ 18 ]       |
| "The End"                                        | The Doors                    | Outcesticide II           |      | [ 19 ]       |
| "The Greatest Gift"                              | Scratch Acid                 |                           |      | [ 17 ]       |
| "The Man Who Sold The World"                     | David Bowie                  | MTV Unplugged in New York |      | [ 21 ]       |
| "They Hung Him On a Cross"                       | Leadbelly                    | With the Lights Out       |      | [ 10 ]       |
| "Time to Kill"                                   | Hole                         |                           | jam  | [ 18 ]       |
| "Turnaround"                                     | Devo                         | Incesticide               |      | [ 7 ]        |
| "Walk This Way"                                  | Aerosmith                    |                           | jam  | [ 18 ]       |
| "We Will Rock You"                               | Queen                        |                           | jam  | [ 18 ]       |
| "Where Did You Sleep Last Night"                 | Leadbelly                    | MTV Unplugged in New York |      | [ 21 ]       |
| "White Lace and Strange"                         | Thunder & Roses              | With the Lights Out       |      | [ 10 ]       |
| "You Really Got Me"                              | The Kinks                    |                           | jam  | [ 18 ]       |

## Canções relacionadas com o Nirvana
As canções que estão relacionadas com o Nirvana são as canções da banda Fecal Matter, algumas canções que Dave Grohl escreveu quando estava na banda, participações de Cobain com a Hole, entre outras.
| Canção              | Nota                                                                                         | Refs.  |
| ------------------- | -------------------------------------------------------------------------------------------- | ------ |
| "Alone+Easy Target" | Uma das canções de Grohl que foram tocadas com o Nirvana. A canção pertence ao Foo Fighters. | [ 24 ] |
| "Asking for It"     | Cobain fornece os vocais de apoio para a canção. A canção pertence a Hole.                   | [ 25 ] |
| "Back in Black"     | Uma das primeiras canções que Cobain aprende a tocar.                                        | [ 26 ] |
| "Bambi Slaughter"   | Uma das canções da demo do Fecal Matter.                                                     | [ 27 ] |
| "Blathers Log"      | Uma das canções da demo do Fecal Matter.                                                     | [ 28 ] |
| "Buffy's Pregnant"  | Uma das canções da demo do Fecal Matter.                                                     | [ 29 ] |
| "Closing Time"      | Canção escrita por Cobain e Courtney Love. Apresenta um dueto dos dois.                      | [ 30 ] |
| "Down in the Dark"  | Canção de Mark Lanegan com Cobain.                                                           | [ 31 ] |
| "High on the Hog"   | Cobain canta essa canção junto com a banda Tad.                                              | [ 32 ] |
| "Laminated Effect"  | Uma das canções da demo do Fecal Matter.                                                     | [ 33 ] |
| "Marigold"          | Canção escrita por Dave Grohl que aparece como uma B-side no single "Heart-Shaped Box".      | [ 34 ] |
| "Miss World"        | Canção da Hole que apresenta Cobain como guitarrista.                                        | [ 35 ] |
| "Sky Pup"           | Canção do Melvins que apresenta Cobain como guitarrista.                                     | [ 36 ] |
| "Sound of Dentage"  | Uma das canções da demo do Fecal Matter.                                                     | [ 37 ] |
| "Stinking of You"   | Canção escrita por Cobain e Courtney Love.                                                   | [ 38 ] |
| "Suicide Samurai"   | Uma das canções da demo do Fecal Matter.                                                     | [ 39 ] |